# Historia del uniforme de Unión Española

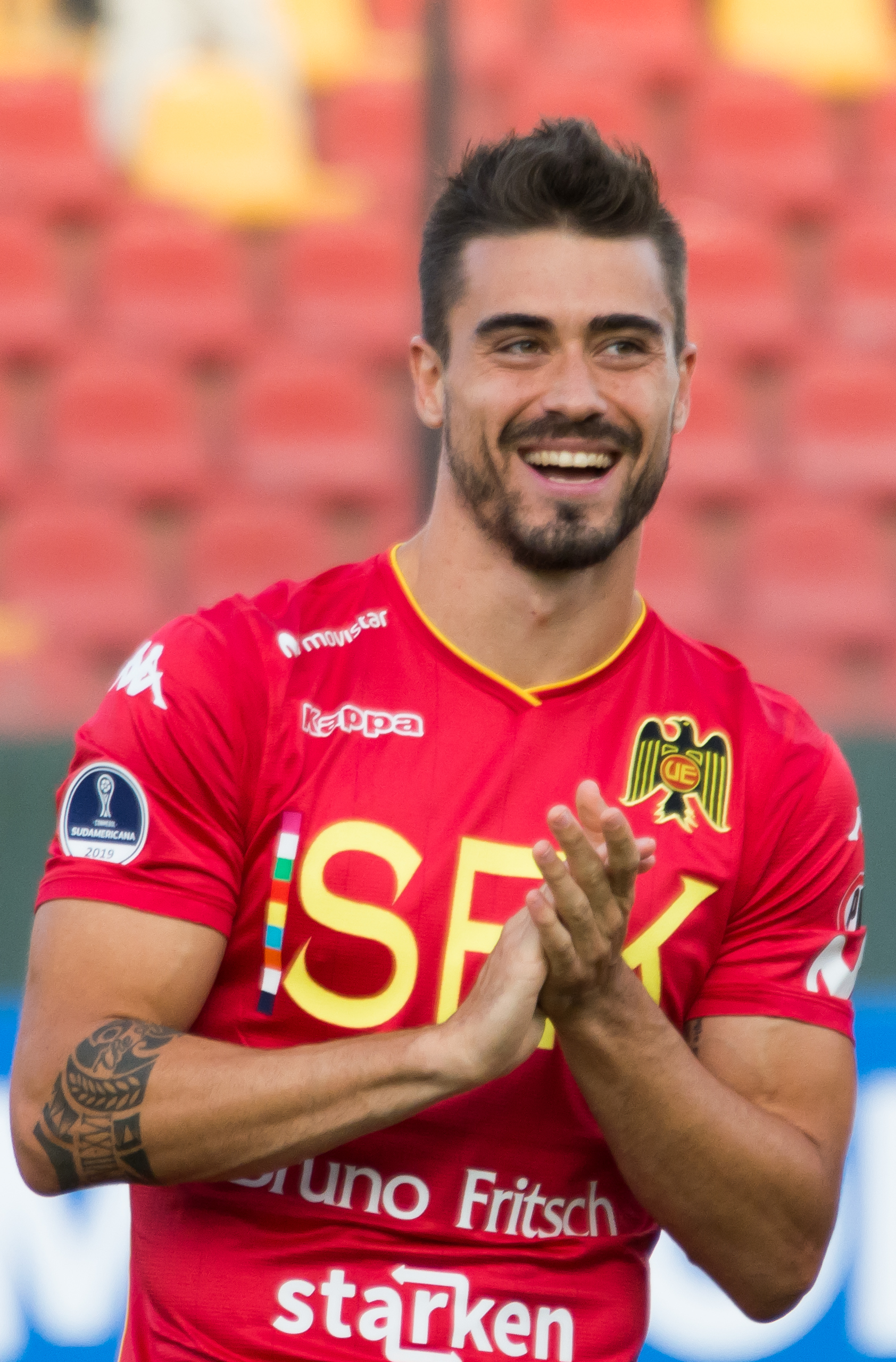
Juan Pablo Gómez utilizando la camiseta titular de Unión Española durante la temporada 2019.

La Indumentaria de Unión Española es la utilizada por los jugadores «Hispanos» tanto en competiciones nacionales como internacionales, abarcando desde el primer equipo hasta las categorías juveniles y el equipo femenino.
La vestimenta titular histórica del club consta de una camiseta roja, pantalón azul y medias negras, la cual ha experimentado leves cambios en su diseño a lo largo del tiempo.
En cuanto a la vestimenta alternativa, ha presentado diferentes colores y diseños a lo largo de los años. Actualmente, está compuesta por camiseta, short y medias en tono celeste claro.

## Uniforme titular
En 1918, el Club Ibérico Balompié vestía una camiseta a franjas verticales en blanco y celeste, acompañada por pantalón blanco y medias oscuras, presumiblemente negras.
En 1922, con la fusión del Ibérico Balompié y el Ciclista Ibérico, se introdujo el color rojo en la camiseta, marcando un cambio significativo que ha perdurado a lo largo de la historia del club con mínimas modificaciones. La camiseta roja se complementaba con pantalón blanco y medias negras, hasta mediados de la década de 1960, momento en el cual el pantalón fue cambiado a color azul.
Durante el Torneo de Clausura 1997, la camiseta roja experimentó una alteración significativa con la adición de una franja lateral azul que cubría incluso la manga izquierda. Sin embargo, este uniforme nunca más fue utilizado, ya que al finalizar el torneo, Unión Española sufrió su único descenso a la Primera B de Chile.
El uniforme de Unión Española es notablemente similar al de la Selección Española, evidenciando una clara intención de parecerse y rendir homenaje a la nación que el club representa.
| 1918-20 | 1923-24 | 1941-58 | 1959 | 1960-62 | 1962 | 1963 | 1964 | 1965 |

| 1966 | 1967 | 1968 | 1969-70 | 1972 | 1973 | 1974 | 1974 | 1975-77 |

| 1981 | 2000-02 | 2002 | 2003-04 | 2009 | 2010 | 2011-13 | 2013 | 2014 |

| CL 2014 | 2015 | 2016 | 2016-17 | 2018 | 2020-21 | 2021 | 2022-23 | 2023-24 |

| 2025 |

## Uniforme alternativo
En contraste, el uniforme alternativo del club ha experimentado diversas modificaciones a lo largo de la historia, abarcando el blanco, diferentes tonalidades de azul e incluso gris.
| 2000-02 | 2003-04 | 2009 | 2010 | 2011-13 | 2013 | 2014 | 2015-16 | 2016-17 |

| 2018 | 2020-21 | 2021 | 2022-23 | 2023-24 | 2025 |

## Tercer uniforme
En la temporada 2010, el nuevo proveedor del club, la marca española Joma, introdujo una tercera camiseta de color negro con una banda vertical amarilla y bordes rojos.
| 2010 | 2011-13 | 2013 | 2014 | 2015 |

## Patrocinio
| Período   | Proveedor      |
| --------- | -------------- |
| 1978      | New Leader     |
| 1981-1987 | Adidas         |
| 1988-1989 | Le Coq Sportif |
| 1990-1994 | Adidas         |
| 1995-1997 | Topper         |
| 1998-1999 | Penalty        |
| 2000-2002 | Kelme          |
| 2003-2005 | Lotto          |
| 2006-2009 | Diadora        |
| 2010-2016 | Joma           |
| 2016-2024 | Kappa          |
| 2025-     | Reebok         |

| Período   | Patrocinador        |
| --------- | ------------------- |
| 1986      | Banco Español-Chile |
| 1989-1991 | Teka                |
| 1992-1993 | Banesto Chile Bank  |
| 1993      | Sofría Hamburguesas |
| 1994-2008 | Cristal             |
| 2009-     | Universidad SEK     |

| Período       | Patrocinador                            |
| ------------- | --------------------------------------- |
| 2009-presente | Productos Fernández (mangas y pantalón) |
| 2013-2014     | VTR (mangas y dorsal)                   |
| 2014-2019     | Toyota (dorsal)                         |
| 2014-2019     | Bruno Fritsch                           |
| 2015-2016     | Entel (mangas)                          |
| 2019-2022     | Movistar                                |
| 2020-2024     | Ssangyong (frontal y dorsal)            |
| 2019-presente | Starken                                 |
| 2024-presente | Mundo (superior frontal)                |
| 2024-presente | Smart Fit (pantalón)                    |